# Anton Mutter

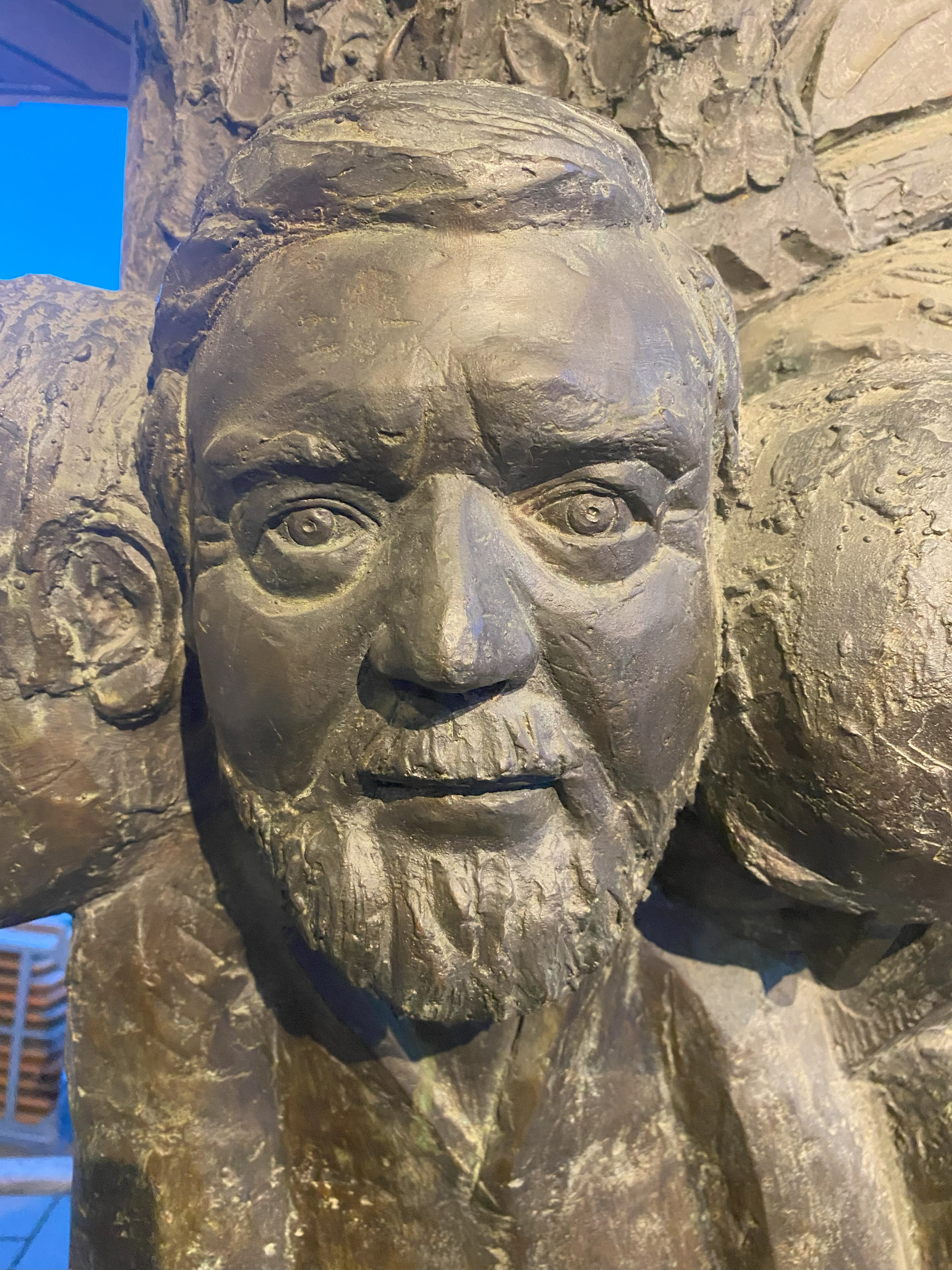
Selbstporträt des Künstlers in einer Bronzeplastik am Zentrum Missione in Naters

Anton Mutter (* 7. April 1932 in Brig; † 30. Juni 1992 in Bük, Ungarn) war ein Schweizer Künstler.

## Leben
Anton Mutter wurde als achtes von neun Kindern von Josef und Leonie Mutter-Jordan geboren. Sein Bürgerort war Blitzingen im Goms. Seine Schulzeit verbrachte er in Naters, wo die Familie wohnte. Er absolvierte im Betrieb seines Vaters eine Lehre als Maler und erlernte danach das Handwerk des Schriftenmalers und Vergolders. Anschliessend besuchte er die eidgenössische Meisterschule, die er 1958 mit dem eidgenössischen Meisterdiplom abschloss. Von 1957 bis 1959 erfolgte der Besuch der Kunstgewerbeschule Zürich, zu seinen Lehrern gehörten Emil Mehr, Max Tobler und Walter Käch. Max Gubler war einer der Lehrer, die Anton Mutter besonders beeinflussten.
Nach Abschluss der Kunstgewerbeschule unterrichtete Mutter von 1959 bis 1974 an der Sekundarschule von Visp und von 1962 bis 1982 auch am damaligen Lehrerseminar in Sitten. 1982 beendete er seine Lehrtätigkeit und lebte von da an als freischaffender Künstler. Zu seinen Künstlerfreunden zählten die beiden Oberwalliser Alfred Grünwald und Werner Zurbriggen. Zu seinem engen Freundeskreis zählten u. a. auch die beiden Kunstmaler Albert Chavaz und Charles Menge so wie der Architekt J. Horst Bundschuh, der 1974 seine erste grössere Ausstellung in Naters gestaltete. Innige Freundschaft verband ihn auch mit Johannes Juraitis.
Mutter heiratete im Jahr 1959 Olga Clausen. Die Familie nahm Wohnsitz in Naters. Dieser Ehe entsprossen die fünf Kinder Anastasia, Damian, Sibylle, Kosmas und Michäas.
Während eines Kuraufenthalts in Bük in Ungarn verstarb Anton Mutter am 30. Juni 1992.

## Werk
Das künstlerische Schaffen Anton Mutters lässt sich in vier Hauptfelder einteilen: zum einen die Vorliebe für landschaftliche Sujets, dann die Walliser Schwarzhalsziegen und Schwarznasenschafe, die er in allen möglichen Varianten malte. Außerdem schuf er religiöse Werke und Plastiken. Mutter gestaltete die allermeisten seiner Werke in Öl und Aquarell. Seine häufigsten Motive sind Landschaften und Dorfansichten aus der näheren Umgebung seines Wohnortes. Stillleben und Porträts sind in Mutters Œuvre dagegen eher selten. Die wenigen Porträts beschränken sich auf den engen Familienkreis oder sind Auftragsarbeiten befreundeter Personen. Aktzeichnungen sind im Werk Mutters sehr rar.
Für zahlreiche Bücher und Broschüren schuf er Illustrationen. Zwischen 1979 und 1982 schuf er in Zusammenarbeit mit Albert Geiger das Werk „Apokalypse Jesu Christi“ – eine Gesamtschau in Wort, Bild und Ton.
Eine grössere Streuung erreichten seine Graphiken, wovon er etwa hundert kreierte. Er pflegte ausserdem die Lithographie, Serigraphie, den Holzschnitt und Linolschnitt. Eher selten arbeitet Mutter mit Bleistift, Zeichenstift und Tusche. Er schuf zahlreiche Eisenplastiken und in Bronze gegossene Skulpturen. Neben Sgraffiti schuf er auch Mosaiken, verwendete für seine Werke aber auch Stein und Schmiedeeisen.
In der Glasmalerei gestaltete Mutter zahlreiche Kirchen- und Kapellenfenster im Oberwallis. Sein letztes grösseres Werk „Die vier Kardinaltugenden“, eine Auftragsarbeit der Pfarrei und der Gemeinde Naters, ist eine Plastik in Bronze, die er für das Kulturzentrum „Zentrum Missione“ in Naters gestaltete. Deren Fertigstellung konnte er infolge seines plötzlichen Todes nicht mehr erleben.

## Ausstellungen (Auswahl)

### Einzelausstellungen
- 1974: Kunsthaus zur Linde Naters
- 1977: Hotel- und Bädergesellschaft Leukerbad
- 1979: Galerie zur Matze, Brig
- 1981: Hotel- und Bädergesellschaft Leukerbad
- 1982: Kunsthaus zur Linde, Naters, (zum 50. Geburtstag)
- 1983: Galerie du Tocsin, Sierre
- 1984: Galerie zur alten Bank, Niederuzwil
- 1985: Hotel Ambassador, Zermatt
- 1986: Hotel Glacier, Gletsch
- 1986: Klubschule Migros, Brig
- 1987: Kulturzentrum St. Laurent, Leukerbad
- 1989: Benkenhaus, Steg
- 1990: Gemeindehaus, Unterbäch
- 2017: Kunst in der Quelle (posthum)

### Gruppenausstellungen
- 1962: Schloss Grône
- 1963: Schloss St. Léonard
- 1964: Stockalperschloss Brig
- 1965: Museum Majoria, Sitten
- 1974: Schweizer Holzschneider, im Manoir Martigny
- 1978: Archäologisches Museum, Martigny
- 1979: Schweizer Künstler, Art Center New York
- 1980: Holiday, Glattbrugg-Zürich
- 1980: Kunsthaus zur Linde, Naters
- 1982: Galerie zur Matze, Brig
- 1984: Europäischer Kulturkreis, (Baden-Baden; Bad-Tölz; Nürnberg; Strassburg)
- 1987: Kunsthaus zur Linde, Naters
- 1990: Kunsthaus zur Linde, Naters
- 1991: Galerie Rosengarten, Thun (700 Jahre Schweizerische Eidgenossenschaft)

## Veröffentlichungen als Illustrator (Auswahl)
- Albert Geiger; Anton Mutter: Apokalypse Jesu Christi – eine Gesamtschau. Katholisches Bibelwerk, Stuttgart 1982, ISBN 3-460-32062-1.
- Louis Carlen, Gottlieb Guntern: Anton Mutter. Einer, der seinen Weg gefunden hat. Rotten Verlag, Visp, 1992, ISBN 978-3-90781617-2.